# Comuna Câlnic, Alba
Câlnic (în dialectul săsesc Kellenk, în germană Kelling, în maghiară Kelnek) este o comună în județul Alba, Transilvania, România, formată din satele Câlnic (reședința) și Deal.

## Demografie (evoluția istorică)
Populația comunei Câlnic (inclusiv comunei Deal) a evoluat de-a lungul timpului astfel:

## Demografie
Componența etnică a comunei Câlnic
     Români (76,35%)
     Romi (17,29%)
     Alte etnii (0,17%)
     Necunoscută (6,19%)
Componența confesională a comunei Câlnic
     Ortodocși (82,71%)
     Penticostali (6,52%)
     Creștini după evanghelie (2,43%)
     Alte religii (1,82%)
     Necunoscută (6,52%)
Conform recensământului efectuat în 2021, populația comunei Câlnic se ridică la 1.810 locuitori, în creștere față de recensământul anterior din 2011, când fuseseră înregistrați 1.681 de locuitori. Majoritatea locuitorilor sunt români (76,35%), cu o minoritate de romi (17,29%), iar pentru 6,19% nu se cunoaște apartenența etnică. Din punct de vedere confesional, majoritatea locuitorilor sunt ortodocși (82,71%), cu minorități de penticostali (6,52%) și creștini după evanghelie (2,43%), iar pentru 6,52% nu se cunoaște apartenența confesională.

## Politică și administrație
Comuna Câlnic este administrată de un primar și un consiliu local compus din 11 consilieri. Primarul, Lucian-Tiberiu Bodea[*], de la Partidul Național Liberal, este în funcție din octombrie 2020. Începând cu alegerile locale din 2024, consiliul local are următoarea componență pe partide politice:
|  | Partid                    | Consilieri | Componența Consiliului | Componența Consiliului | Componența Consiliului | Componența Consiliului | Componența Consiliului | Componența Consiliului | Componența Consiliului | Componența Consiliului | Componența Consiliului |
|  | ------------------------- | ---------- | ---------------------- | ---------------------- | ---------------------- | ---------------------- | ---------------------- | ---------------------- | ---------------------- | ---------------------- | ---------------------- |
|  | Partidul Național Liberal | 9          |                        |                        |                        |                        |                        |                        |                        |                        |                        |
|  | Partidul Social Democrat  | 2          |                        |                        |                        |                        |                        |                        |                        |                        |                        |

## Galerie de imagini

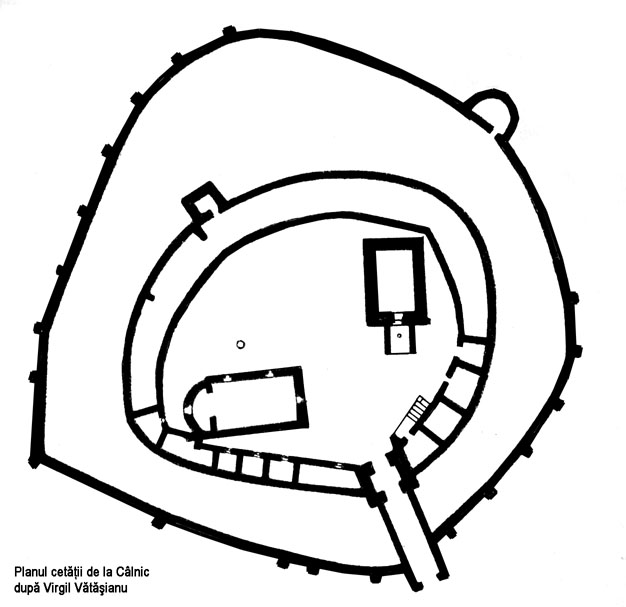
Planul cetăţii de la Câlnic (după Virgil Vătăşianu)
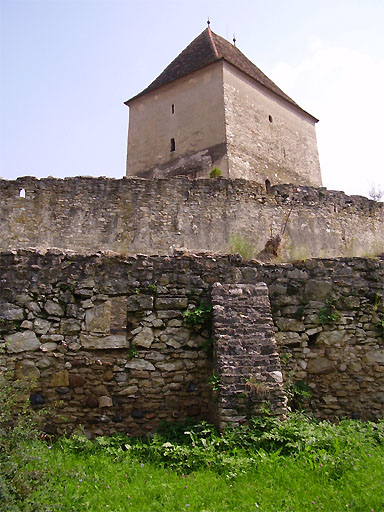
Vedere exterioară a curtinelor, este vizibil un contrafort şi donjonul
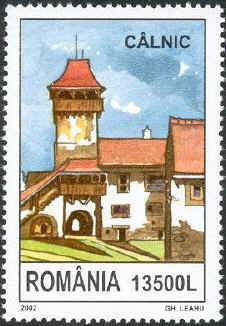
Timbru poştal românesc
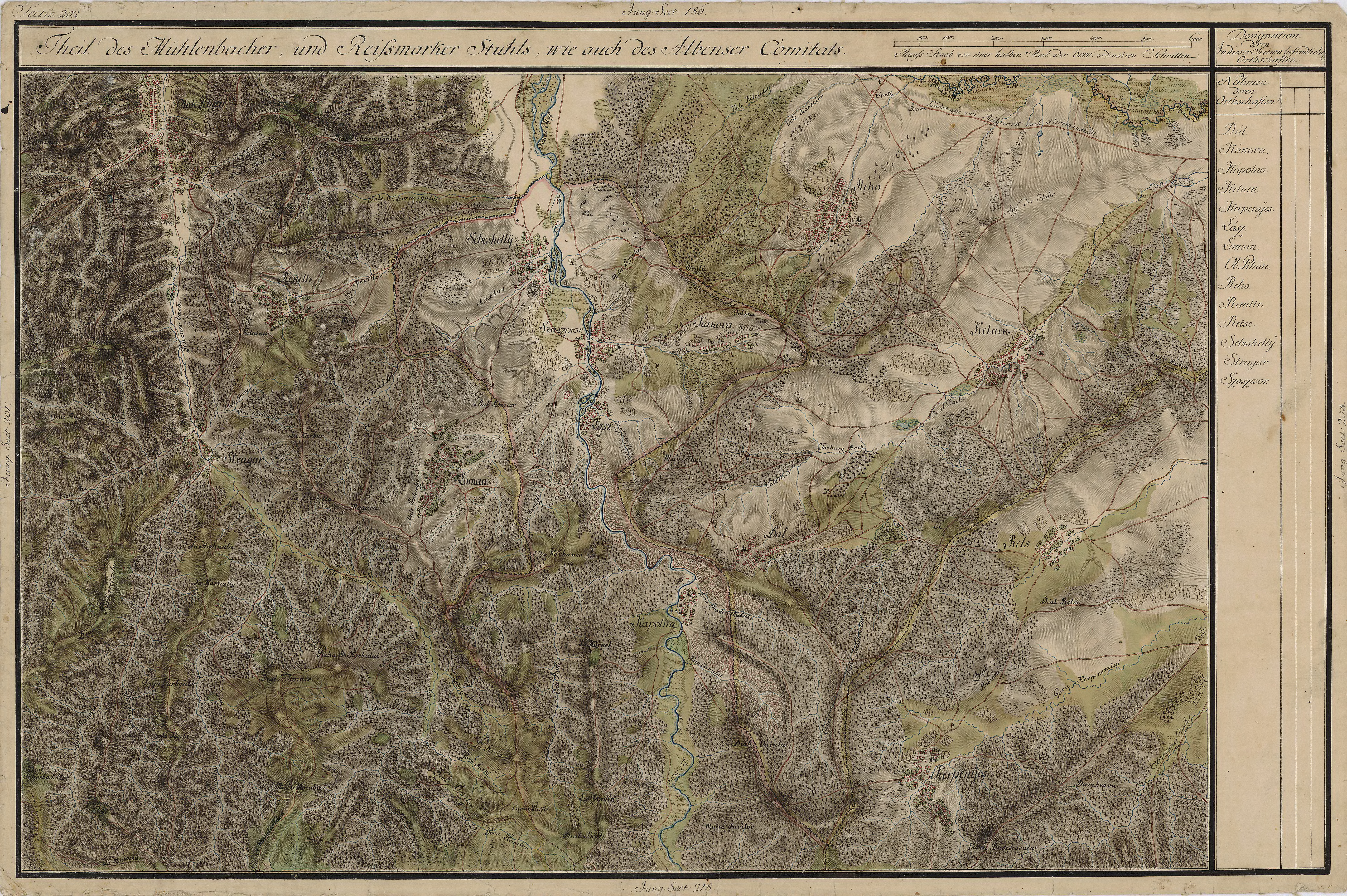
Câlnic în Harta Iosefină a Transilvaniei, 1769-1773

## Personalități născute aici
- Vasile Coman (1912 - 1992), episcop ortodox al Oradiei.
- Vasile Olteanu (n.1948 -),  filolog, muzeograf, profesor și teolog in Brasov, directorul Primei Școli Românesti din Șcheii Brașovului (51 de ani)